# Artabotrys collinus
Artabotrys collinus là loài thực vật có hoa thuộc họ Na. Loài này được Hutch. mô tả khoa học đầu tiên năm 1931.